# Manon von Gerkan
Manon von Gerkan (Hamburgo, 1972) es una modelo y actriz alemana que alcanzó su pico de popularidad en la década de 1990. Es hija del arquitecto alemán Meinhard von Gerkan y exnovia del ilusionista David Blaine. Manon también es diseñadora y tiene su propia marca de joyería. Logró reconocimiento en los Estados Unidos por su interpretación de Lindy en la comedia de 2001 Amor ciego.